# Торфинн Карлсефни
Торфинн Карлсефни (др.-сканд. Þorfinnr Karlsefni; ок. 980, Исландия — после 1020) — исландский мореплаватель.

## Происхождение
Торфинн был сыном Торда по прозвищу Лошадиная Голова и Торунн. Торд Снорриссон, отец Торфинна, жил на Рябиновом Мысе в Исландии, согласно «Саге об Эрике Рыжем», имение семьи называлось Усадьба. Торфинн описывается как хороший человек и богатый купец.
Прозвище Торфинна Карлсефни означает «из которого выйдет мужчина». Однако это слово использовалось не как прозвище, а, по сути, как второе имя.
Согласно «Книге о заселении Исландии», Торфинн Карлсефни был наследником легендарого датского конунга Рагнара Лодброка и его сына, полулегендарного короля Швеции Бьёрна Железнобокого (сыном Бьёрна был Хроальд (Роальд) Понурый, его сыном — Бьёрн Жир в Корыте, его сыном — Торд, его сыном — Снорри, а его сыном — Торд Лошадиная Голова, отец Торфинна). Кроме того, прадед Торфинна Торд был женат на Фридгерд, дочери Кербалла, короля Осрайге (которого в саге называют «король ирландцев Кьярваль»).

## Плавания
Торфинн Карлсефни наиболее известен своим плаванием в Винланд. Это произошло в промежутке между 1004 и 1013 годами, но когда именно — неизвестно.
Перед путешествием Торфинн прибыл в Гренландию к Лейфу Счастливому, который несколькими годами ранее достиг Винланда. Он перезимовал в доме Лейфа и женился на Гудрид Торбьярнардоттир. «Сага о гренландцах» называет Гудрид одним из инициаторов плавания Торфинна в Винланд. Торфинн просил Лейфа отдать ему свои дома в Винланде, но Лейф согласился лишь временно одолжить их Торфинну.
Следующей весной Карлсефни отплыл из Гренландии. Количество судов и людей, которых с собой взял Торфинн, две описывающие его плавание саги приводят разное: по «Саге об Эйрике Рыжем» было три корабля и 140 человек, по «Саге о гренландцах» – 65 человек, количество кораблей не уточняется, но при этом ни разу не упоминается, что их было больше одного. Точное местоположение поселений в Винланде неизвестно, несмотря на находки рунических надписей, скандинавского оружия, построек и судов. С диким виноградом, упоминаемым в саге, поселенцы могли встретиться лишь на широте южного Массачусетса. Согласно другой версии, дома Лейфа и Торфинна находились на месте современного Л’Анс-о-Медоуз в канадской провинции Ньюфаундленд и Лабрадор.
Согласно «Саге об Эйрике Рыжем», в первую осень в Винланде у Торфинна и Гудрид родился сын Снорри Торфиннссон — вероятнее всего, первый европеец, появившийся на свет в Америке (по «Саге о гренландцах» Снорри родился следующим летом после первой зимовки). Люди Торфинна перезимовали в домах Лейфа в Винланде. В «Саге об Эйрике Рыжем» говорится, что зима была для поселенцев тяжелой из-за отсутствия достаточного количества сделанных летом запасов. «Сага о гренландцах» не приводит подробностей зимовки, но сообщает, что «страна была богата виноградом, всякой дичью, рыбой и прочим».
Следующей весной поселенцы Винланда впервые встретили «скрелингов» — так в сагах называют представителей коренного населения Северной Америке (вероятнее всего, племя беотуков). Люди Торфинна торговали с туземцами.
Несмотря на то, что первый контакт был мирным, «скрелинги» все же напали на людей Торфинна. Саги снова расходятся в описании битвы — «Сага о гренландцах» свидетельствует, что «много скрелингов было убито», а кончилась битва бегством туземцев. «Сага об Эйрике Рыжем» приводит менее радостную картину — ее автор утверждает, что, напротив, много погибших было среди людей Торфинна, а в какой-то момент они и вовсе бросились бежать с поля сражения. Впрочем, вероятно, это было сделано автором саги умышленно, чтобы приписать единоличную победу над противниками Фрейдис, дочери Эйрика Рыжего, которая якобы ударила мечом по своей обнаженной груди, чем напугала «скрелингов» и обратила их в бегство. «Сага о гренландцах», напротив, представляет Фрейдис злодейкой и убийцей.
Из-за нападений Торфинну и его людям пришлось оставить дома Лейфа и перебраться в место под названием Оточный Фьорд. По «Саге о гренландцах» Торфинн, проведя вторую зиму в Винланде, решил плыть обратно в Гренландию. «Сага об Эйрике Рыжем» утверждает, что Торфинн Карлсефни провел в Виноградной Стране три зимы (вторую и третью зиму люди Торфинна провели в Оточном Фьорде).
На обратном пути Торфинн прибыл в Маркланд («Лесную Страну»), где ему снова встретились «скрелинги». Люди Торфинна захватили двух мальчиков, которых привезли с собой в Гренландию, обучили своему языку и крестили.
Прибыв в Гренландию, Торфинн перезимовал в доме Эйрика Рыжего (сам Эйрик к тому моменту уже умер), а затем с женой и сыном вернулся в свою усадьбу в Исландии. Помимо Снорри, у Торфинна также родился сын Торбьёрн, который продолжал его дело.

## Семья
Жена Торфинна Карлсефни, Гудрид Торбьярнардоттир, была дочерью вождя йомсвикингов Торбьёрна Вифилссона. До 1004 года она была замужем за Торстейном Эйрикссоном, сыном Эйрика Рыжего и братом Лейфа Счастливого.
В Винланде у Торфинна и Гудрид родился первенец Снорри Торфиннссон (также известный как Снорри Карлсефниссон). Позднее у них родился Торбьёрн Торфинссон, также ставший путешественником.
Многие потомки Торфинна Карлсефни были священнослужителями: Торлак Рунольфссон, внук Снорри, с 1118 по 1133 год был епископом Скаульхольта, а внук Торбьёрна, Бьёрн Гилссон — епископом Хоулара в 1147—1162 годах. Родной брат и полный тёзка последнего, аббат Бьёрн Гилссон, с 1162 по 1181 год был настоятелем монастыря Мункатвера.
Дальним родственником Карлсефни (через Стейнунн, дочь Снорри Торфинссона) был Хаук Эрлендссон — норвежский политический деятель и писатель, рыцарь, законоговоритель Исландии (1294—1299), Осло (1302), Гулатинга (1303—1316, 1321—1322) и руководитель составления одного из вариантов «Книги о заселении Исландии» — «Книги Хаука».

## Память
В Филадельфии стоит памятник Торфинну работы исландского скульптора Эйнара Йоунссона. 

## Торфинн Карлсефни в культуре
- Путешествие Торфинна Карлсефни в Америку легло в основу романа Гарри Гаррисона «Фантастическая сага».
- Торфинн Карлсефни является прототипом главного героя манги Макото Юкимуры «Сага о Винланде» и снятого по ней аниме-сериала.
- В рассказе Редьярда Киплинга «Самая удивительная повесть в мире» герой по имени Чарли вспоминает свои прошлые жизни, в одной из которых он был моряком на корабле Торфинна Карлсефни.